# Малий Кобелячок (річка)
Мали́й Кобелячо́к — річка в Україні, в межах Новосанжарського та Кобеляцького районів Полтавської області. Ліва притока Великого Кобелячка (басейн Дніпра). 

## Опис
Довжина річки 11 км, площа басейну 103 км². Долина порівняно глибока, порізана балками. Річище слабозвивисте, у пригирловій частині розгалужене. Заплава місцями заболочена. 

## Розташування
Малий Кобелячок бере початок біля північної частини села Малий Кобелячок. Тече переважно на південний захід (місцями на південь). Впадає до Великого Кобелячка на схід від села Шапок. 
На березі Малого Кобелячка розташовані села: Малий Кобелячок, Козуби і Дрижина Гребля.